# André Egli
André Egli (Bäretswil, 8 de maio de 1958) é um ex-futebolista profissional Suíço, que disputou a Copa do Mundo de 1994. no qual atuava como defensor, atualmente exerce a função de treinador de futebol

## Carreira
André Egli integrou o elenco da Seleção Suíça de Futebol, na Copa do Mundo de 1994.

## Títulos

### Como jogador
Grasshopper
- Campeonato Suíço: 1977–78, 1981–82, 1982–83, 1989–90
- Copa da Suíça: 1982–83, 1987–88, 1988–89, 1989–90

Servette
- Swiss League Champion: 1993–94